# Rai News 24
Rai News 24  es un canal público de televisión italiano que emite las 24 horas del día información en continuo. Emite en la televisión digital terrestre en Italia, y vía satélite y en línea en toda Europa y Norteamérica  (vía Rai Italia).

## Historia
Comenzó sus emisiones a las 6 horas del 26 de abril de 1999, siendo el primer canal de información continua en Italia. La programación se estructura en bloques de noticias en directo de 30 minutos de duración que comprenden información sobre la actualidad nacional e internacional, tráfico, tiempo, deportes, mercado, e reseñas de prensa cada mañana e noche.
El nuevo canal experimenta con un innovador modelo que combina televisión, internet y las nuevas tecnologías. Se permite visualizar en formato multi-pantalla.
En noviembre de 2006 cuando el periodista italiano Corradino Mineo llegó a ser el director de la televisión, el canal cambió su identidad gráfica, a una similar a BBC World News, mientras que la antigua guardaba más parecido con Bloomberg Television.
Hoy en día el canal emite las 24 horas con una audiencia del 5.9% en las noticias de las 8 de la tarde y 1 millón de espectadores, actualmente se está planteando pasar a emitir el canal en alta definición.
Desde abril de 2012, comienza a emitir pequeñas píldoras informativas en el resto de canales de Rai como una forma de publicitar Rai News24.
El 24 de febrero de 2013 a las 7:00 a. m. el canal reanudó con su antiguo nombre Rai News 24, simultáneamente también se produjo un cambio en el estudio de noticias y una nueva identidad gráfica.
El 27 de septiembre de 2015 a las 5:15 de la madrugada se produjo un nuevo cambio de estudio a uno de color blanco.

## Disponibilidad
Para recibir los contenidos de este canal de noticias 24 horas en boletines de 15 minutos cada 30 y otros reportajes periodísticos es necesaria la recepción por el satélite Hotbird orientado a 13° Este, un receptor DVB-T (solo en Italia) y también se puede recibir vía internet por streaming en IPTV además de en Rai 3 en horario nocturno de 2 a 7 (solo en Italia).

### Satélites
Este canal está disponible en los siguientes satélites:
- Bell TV
- Astro

## Directores de Rai News
| Nombre           | Periodo               |
| ---------------- | --------------------- |
| Roberto Morrione | desde 1999 hasta 2006 |
| Corradino Mineo  | desde 2006 hasta 2013 |
| Monica Maggioni  | desde 2013 hasta 2016 |
| Antonio Di Bella | desde 2016 hasta 2020 |
| Andrea Vianello  | desde 2020 hasta 2021 |
| Paolo Petrecca   | desde 2021            |

## Programas
- Notiziario (siempre media hora, emite también en Rai Italia)
- Meteo (boletín meteorológico, de media hora de duración)
- Rai CCISS (boletín de información del estado del tráfico son una duración de media hora)
- Dentro la notizia
- Economia24 (información económica)
- Oggi in prima (revisión de los periódicos más importantes de Italia y otros locales)
- Newsroom Italia
- Lunedì Sport
- Telegram
- Domenica24

## Equipo de periodistas

### Edición de 00:30 a 05:00
- Annalisa Fantilli
- Maria Buono
- Josephine Alessio
- Renata Petillo
- Pierfrancesco Pensosi
- Massimiliano Melilli
- Gianluca Semprini

### Edición de 05:00 a 12:30
- Paolo Cappelli
- Valentina dello Russo
- Maria D'Elia
- Carlotta Macerollo
- Laura Squillaci
- Maria Grazia Abbate

### Edición de 12:30 a 17:30
- Serena Scorzoni
- Andrea Gerli
- Mario Forenza
- Barbara Di Fresco
- Lorenzo di Las Plassas
- Laura Tangherlini

### Edición de 19:00 a 00:30
- Giuseppina Testoni
- Emanuela Bonchino (también presentando reseñas de prensa por la noche)
- Daiana Paoli (también presentando reseñas de prensa por la noche)
- Sabrina Bellomo (también presentando reseñas de prensa por la noche)
- Giancarlo Usai
- Roberta Rizzo

### Otros periodistas
- Paolo Poggio (presentador para Newsroom Italia)
- Dario Marchetti (presentador para Sport24)
- Roberto Vicaretti (revisor de prensa de la mañana & presentador para Studio24)
- Enrica Agostini (presentador para Domenica24)
- Stefano Masi (presentador para Week End al Cinema)
- Iman Sabbah (presentador para Studio24)
- Giuliana Palmiotta (presentador para Economia24)
- Donato Bendicenti (presentador para La Bussola)

## Audiencias
Datos de audiencia de RAI News24 en los últimos años.
|      | Enero | Febrero | Marzo | Abril | Mayo  | Junio | Julio | Agosto | Septiembre | Octubre | Noviembre | Diciembre | Media anual |
| ---- | ----- | ------- | ----- | ----- | ----- | ----- | ----- | ------ | ---------- | ------- | --------- | --------- | ----------- |
| 2010 | 0,12% | 0,12%   | 0,03% | 0,16% | 0,18% | 0,25% | 0,32% | 0,32%  | 0,24%      | 0,27%   | 0,30%     | 0,41%     | 0,23%       |
| 2011 | 0,40% | 0,47%   | 0,62% | 0,46% | 0,51% | 0,64% | 0,60% | 0,69%  | 0,59%      | 0,68%   | 0,85%     | 0,68%     | 0,58%       |
| 2012 | 0,62% | 0,53%   | 0,52% | 0,52% | 0,66% | 0,67% | 0,61% | 0,59%  | 0,51%      | 0,55%   | 0,52%     | 0,61%     | 0,58%       |
| 2013 | 0,52% | 0,48%   | 0,76% | 0,80% | 0,64% | 0,65% | 0,73% | 0,82%  | 0,78%      | 0,70%   | 0,57%     | 0,67%     | 0,68%       |
| 2014 | 0,58% | 0,65%   | 0,58% | 0,50% | 0,56% | 0,59% | 0,66% | 0,69%  | 0,52%      | 0,47%   | 0,45%     | 0,59%     | 0,57%       |
| 2015 | 0,71% | 0,52%   | 0,48% | 0,47% | 0,43% | 0,52% | 0,66% | 0,57%  | 0,49%      | 0,42%   | 0,53%     | 0,46%     | 0,52%       |
| 2016 | 0,42% | 0,34%   | 0,39% | 0,35% | 0,34% | 0,53% | 0,71% | 0,72%  | 0,53%      | 0,53%   | 0,63%     | 0,66%     | 0,51%       |
| 2017 | 0,71% | 0,46%   | 0,43% | 0,52% | 0,51% | 0,63% | 0,60% | 0,80%  | 0,67%      | 0,56%   | 0,50%     | 0,53%     | 0,58%       |
| 2018 | 0,51% | 0,48%   | 0,59% | 0,62% | 0,70% | 0,71% | 0,74% | 0,92%  | 0,64%      | 0,63%   | 0,58%     | 0,65%     | 0,64%       |
| 2019 | 0,61% | 0,55%   | 0,60% | 0,58% | 0,57% | 0,68% | 0,78% | 1,01%  | 0,73%      | 0,56%   | 0,58%     | 0,58%     | 0,64%       |
| 2020 | 0,59% | 0,67%   | 1,15% | 0,98% | 0,78% | 0,69% | 0,80% | 0,97%  | 0,71%      | 0,79%   | 0,86%     | 0,75%     | 0,81%       |
| 2021 | 0,86% | 0,76%   | 0,65% | 0,62% | 0,61% | 0,69% | 0,82% | 0,91%  | 0,71%      | 0,66%   | 0,64%     | 0,66%     | 0,71%       |
| 2022 | 0,65% | 0,65%   | 0,90% | 0,62% | 0,57% | 0,62% | 0,80% | 0,77%  | 0,67%      | 0,61%   | 0,59%     | 0,62%     | 0,68%       |
| 2023 | 0,56% | 0,52%   |       |       |       |       |       |        |            |         |           |           |             |

Fuente : Auditel.
Leyenda :
Fondo verde : Mejor resultado histórico.
Fondo rojo : Peor resultado histórico.